# Лаувея
Лаувейя, Лаувей или Наул е фигура от скандинавската митология. Майка на Локи и съпруга на Фарбаути. В Едическата поезия Локи се споменава по майчино име (Loki Laufeyjarson), а не с бащино. Лаувейя е спомената няколко пъти в Прозаичната Еда, създадена през XIII век от Снури Стурлусон. Nál означава „игла“, но значението на Laufey е по-неясно, но обикновено се приема, че означава „пълен с листа“.